# دیمتریوس فریرا
دیمتریوس فریرا (به پرتغالی: Demetrius Ferreira) مدافع اهل برزیل است که در شهر سائوپائولو و در تاریخ ۱۹ ژانویهٔ ۱۹۷۴ به دنیا آمده‌است.
دیمتریوس فریرا در تیم‌های فوتبال نانسی، Guarani فدراسیون فوتبال برزیل سابقهٔ حضور دارد.